# Русский фотографический журнал
«Русский фотографический журнал» — чёрно-белый журнал, издававшийся в Российской империи в XIX веке.
Периодическое печатное издание «Русский фотографический журнал» представляло собой ежемесячное иллюстрированное обозрение новинок фототехники и фотографии и её применений в искусствах, науке и технике.
«Русский фотографический журнал» издавался на русском языке в столице Российской империи городе Санкт-Петербурге начиная с 1895 года.
Первым издателем и редактором издания «Русский фотографический журнал» был И. П. Головин.
Начиная с февраля 1898 года издателем стал П. И. Бабкин, а редактором В. И. Срезневский.